# Johannes Poesenecker
Johannes Poesenecker (* 23. August 1897; † 1969 in Güterfelde) war ein deutscher Grafiker.

## Leben und Werk
Poesenecker ist weitgehend vergessen. Es gibt nur wenige biografische Informationen. Offenbar hatte er vor 1921 als Bürogehilfe gearbeitet. Er betätigte sich als Maler und Grafiker und wandte sich in den 1920er Jahren dem Expressionismus zu. Ab etwa 1924 schuf er, vor allem als Tusche-Zeichnungen und Holzschnitte, sozial engagierte Grafiken und in den folgenden Jahren im Stil des magische Realismus Bilder von den Ziegelei-Orten der Mark-Brandenburg, ihren Ringöfen und Bewohnern. Er war in den 1920er Jahren wohl auch auf der Großen Berliner Kunstausstellung vertreten.
1943 zog Poesenecker nach Kuckucksruh, dem heutigen Kienwerder-Stahnsdorf wo in den 1930er Jahren eine Künstlerkolonie bestand, zu der u. a. Albrecht Bruck, Herbert Enke, Arthur Hämmerer und Klaus Richter gehörten. Poesenecker arbeitete später bis zu seinem Ableben in Güterfelde. Er gehörte dem Verband Bildender Künstler der DDR an.

## Werke (Auswahl)
- Zwei Freudenmädchen (Tusch-Zeichnung, 20,8 × 15,0 cm)[3]
- Drachensteigen in Siemensstadt (Bleistift-Zeichnung, um 1930; Stadtmuseum Berlin)[4]
- Glindow. Ziegeleien mit Wohnhaus (Holzschnitt, Plattengröße: 9 × 15,5 cm, 1936)[5]
- Ziegel-Kähne – Zillen auf dem Sacrow-Paretzer Kanal (Kohlestift-Zeichnung, 23,5 × 21,7 cm, 1938)[6]
- Spandauer Landschaft (Kohle-Zeichnung; Stadtmuseum Berlin)[7]
- Schleuse Kleinmachnow (Linolschnitt, 24 × 18 cm, vor 1954)[8]
- Freileitungsbau bei Linow (Tusche-Zeichnung, 33 × 43 cm, 1962)[9]
- Friedliche Arbeit (Tusche-Zeichnung, 1951)[10]

## Ausstellungen (unvollständig)

### Einzelausstellungen
- 1986: Potsdam, Galerie Samtleben
- 2000: Glindow, Ziegeleimuseum

### Ausstellungsbeteiligungen nach 1945
- 1949 und 1974: Potsdam, Bezirkskunstausstellungen
- 1962/1963: Dresden, Fünfte Deutsche Kunstausstellung
- 1976: Berlin, Bezirkskunstausstellung